# Classe Harry DeWolf
La classe Harry DeWolf est une classe de navires de patrouille extra-côtier et de l'Arctique (NPEA) qui servent dans les Forces armées canadiennes depuis 2021. Le NCSM Harry DeWolf (NPEA 430) fut le premier de ces six navires construits au Canada afin d'assurer une présence dans toutes les eaux canadiennes, incluant les eaux arctiques.

## Description

### Systèmes d'armement
La principale arme mise en œuvre par les bâtiments de la classe Harry DeWolf est un hélicoptère de lutte anti-sous-marine Sikorsky CH-148 Cyclone.
Sur le gaillard d'avant se trouve un canon automatique de 25 mm BAE Mk 38 ainsi que deux mitrailleuses Browning M2.

## Navires
La classe Harry DeWolf se compose de 6 navires construits au Canada :
| Nom                                 | Lancement | Mise en service | État            |
| ----------------------------------- | --------- | --------------- | --------------- |
| NCSM Harry DeWolf (NPEA 430)        | 2020      | 2021            | En service      |
| NCSM Margaret Brooke (NPEA 431)     | 2021      | 2022            | En service      |
| NCSM Max Bernays (NPEA 432)         | 2022      | 2024            | En service      |
| NCSM William Hall (NPEA 433)        | 2021      | 2024            | En service      |
| NCSM Frédérick Rolette (NPEA 434)   | 2022      | 2024            | En service      |
| NCSM Robert Hampton Gray (NPEA 435) | 2024      | -               | En construction |